# Нижнекубанское землетрясение (1879)
Нижнекубанское землетрясение — землетрясение, произошедшее 9 октября 1879 года на территории Кубанской области Российской Империи близ Анапы и Темрюка. Магнитуда землетрясения составила 6,0, а интенсивность 7 баллов. Землетрясение ощущалось в станицах Курганской, Троицкой, Гостагаевской и других станицах Кубанской области, а также в городах Темрюк и Екатеринодар, отголоски толчков дошли до Крыма. Каталог землетрясений Российской Империи (Мушкетов И., Орлов А., 1893), записи 2202,2203:
В том же году (1879) 27-го сентября ст. ст. вечером землетрясение в станицах Закубанской области: Курганской, Варениковской, Гостагаевской, Троицкой, а также в г. Темрюк. В самой сильной степени оно проявилось в ст. Курганской; колебания были настолько сильны, что никто из старожилов не запомнил в Темрюке подобного землетрясения. По рассказам жителей станиц Варениковской и Курганской, у них было три подземных удара, при чем почва колебалась так сильно, что казалось, будто стены домов двигаются. В Варениковской, Гостагаевской и Троицкой станицах многие дымовые трубы разрушены, а здания дали трещины, в Курганской же станице, кроме этих повреждений, у нескольких домов отвалились углы, а в новой каменной церкви повреждена крыша и все своды треснули...
В том же году (1879) 9 октября 1879 в 9ч. 27мин. вечера довольно заметное землетрясение в Екатеринодаре, проявившееся двумя толчками, шедшими с запада на восток; это явление сопровождалось подземным гулом.